# Кріс Крістофферсон
Кріс Крісто́фферсон (англ. Kris Kristofferson, | ˈkrɪs ˌkrɪˈstɒfərsən |; 22 червня 1936, Браунсвілл, Техас, США — 28 вересня 2024) — вокаліст, гітарист, композитор, автор текстів і актор.

## Життєпис
Народився в Техасі у родині шведського іммігранта. Любов до кантрі-музики зародилася у нього ще в юному віці. Закінчив каліфорнійський Pomona College та подався до Великої Британії, де в Оксфордському університеті вивчав англійську літературу. Там же в 1958 році він розпочав вокальну кар'єру під псевдонімом Кріс Карсон (англ. Kris Carson) і ненадовго пов'язав свою долю з імпресаріо Леррі Парнсом. Починаючи з 1960 року під час служби в армії США на американських базах у Німеччині співав та грав на гітарі, виконуючи різні рок-н-рольні хіти.
1965 року Кріс залишив армію у чині капітана, відмовившись від запропонованої посади викладача англійської літератури у Військовій академії, і присвятив себе написанню пісень у стилі кантрі. Працював прибиральником у нешвильських студіях концерну «CBS», поки Джері Лі Льюїс не зацікавився його піснями і не записав твір Кріса «Once More With Feeling». Незабаром головним виконавцем пісень Крістофферсона став Джонні Кеш, який 1969 року вмовив також Роджера Міллера, щоб той записав пісню «Me & Bobby McGee», яку разом з Крістофферсоном написав Фред Фостер. Ця лірична, блюзова пісня стала великим кантрі-хітом, а у мелодраматичному виконанні Дженіс Джоплін та Grateful Dead — рок-стандартом. Подібним класичним твором ранньої творчості Крістофферсона був «Sunday Morning Coming Down»: у 1970 пісня у виконанні Джонні Кеша стала кантрі-хітом номер один, а Крістофферсону принесла нагороду «Country Music Association» як найкращому автору. Того ж року Кріс виступив на фестивалі на «Isle Of Wight». Тим часом на топ-аркуші з його піснею «Help Me Make It Through The Night» потрапила Семмі Сміт, а пізніше у виконанні Гледіс Найт твір захопив як прихильників стилю поп, так і ритм-енд-блюзу. Найт також була одним з багатьох виконавців балади «For The Good Times» — великого кантрі-хіта, який вперше заспівав Рей Прайс. 1979 року ще одна композиція Крістофферсона — «One Day At A Time» — у виконанні Лені Мартелл очолила британський чарт.
1973 року Крістофферсон одружився з Рітою Кулідж (з якою записав три альбоми), однак через шість років розлучився. У кіно Кріс дебютував 1971 року в фільмах «Last Movie» (реж. Денніс Гоппер) та «Cisco Pike» (реж. Білл Нортон), а 1973 року знявся разом з Бобом Діланом у відомій стрічці Сема Пекінпа «Pat Garrett & Billy The Kid». Однак справжній успіх, як до кіноактора, до Кріса прийшов після того, як він зіграв із Барбарою Стрейзанд у рімейку «A Star Is Born» (1976, реж. Френк Пірсон). Наступні роки він зосередився на кар'єрі кіноактора, знявшись у фільмах «Semi-Tough» (1977, реж. Майкл Рітчі), «Convoy» (1977, реж. Сем Пекінпа), «Heaven's Gate» (1981, реж. Майкл Чіміно) та «Rollover» (1981, реж. Алан Пакула).
1982 року Крістофферсон повернувся до улюбленої музики кантрі, записавши альбом «The Winning Hand», до якого ввійшли пісні, виконані у дуеті з Брендою Лі, Доллі Партон та Віллі Нельсоном. 1985 року на музичному ринку з'явився альбом «Highwaymen» — за однойменною назвою творчої команди, що була утворена ще 1980 року і яка складалась з Кріса Крістофферсона, Джонні Кеша, Вейлона Дженніндса та Віллі Нельсона. Альбом злетів на вершину кантрі-чарту, а музиканти вирушили у концертне турне.
Крістофферсон і знаний тим, що брав участь у радикальних заходах (виступивши, наприклад, у телевізійній драмі «Amerika», що розповідала про ядерну катастрофу), а 1990 року записав альбом «Third World Warrior», який містив дуже багато гострих політичних коментарів. Того ж року з'явився наступний альбом формації Highwaymen під назвою «Highwaymen II».
1992 року Кріс Крістофферсон взяв участь у святковому концерті на честь тридцятирічного ювілею артистичної діяльності Боба Ділана, де Крістофферсон виступив у ролі конферансьє та виконавця. Незабаром, 1994 року, співак разом з Highwaymen вирушив у гастрольне турне, а наступного року з'явився ще один альбом цієї формації «The Road Goes On Forever». Того ж року Кріс записав на техаській фірмі «Justice» свій черговий лонгплей «A Moment Of Forever», який дуже тепло був прийнятий музичними критиками.
Також знявся у стрічках «Songwriter» (1984, реж. Алан Рудольф), «Flashpoint» (1984, реж. Вілльям Таннен), «Trouble In Mind» (1985, реж. Алан Рудольф), «The Last Days Of Frank & Jesse James» (1986, реж. Вілльям Грейм) та «Welcome Home» (1989, реж. Френклін Шаффнер).
Помер 28 вересня 2024 року у віці 88 років вдома на Мауї на Гавайях.

## Доробок

### Дискографія
- 1970: Kristofferson
- 1971: The Silver Tongued Devil & I
- 1971: Me & Bobby McGee
- 1972: Border Lord
- 1972: Jesus Was A Capricorn
- 1973: Full Moon (разом з Рітою Кулідж)
- 1974: Spooky Lady's Sideshow
- 1974: Breakaway (разом з Рітою Кулідж)
- 1975: Who's To Bless & Who's To Blame
- 1976: Surreal Thing
- 1976: A Star Is Born
- 1977: Songs Of Kristofferson
- 1978: Natural Act (разом з Рітою Кулідж)
- 1978: Easter Island
- 1979: Shake Hands With The Devil
- 1981: To The Bone
- 1982: The Winning Hand
- 1984: Music From A Songwriter
- 1987: Repossessed
- 1988: Country Store
- 1990: Third World Warrior
- 1992: Live At The Philharmonic
- 1993: Concert Collection — For The Good Times
- 1995: A Moment Of Forever
- 1995: Legendary Years
- 1995: Best Of Kris Kristofferson
- 1999: The Austin Sessions
- 2003: Broken Freedom Song: Live from San Francisco
- 2005: Comin' to Your City
- 2006: This Old Road

Highwaymen
- 1985: Highwaymen
- 1990: Highwaymen II
- 1995: The Road Goes On Forever
- 2005: The Road Goes on Forever: 10th Anniversary Edition

### Фільмографія
- 1971 «Останній фільм» — менестрель
- 1972 «Ціско Пайк» — Ціско Пайк
- 1973 «Євангельська дорога: Історія Ісуса» — вокаліст
- 1973 «Пет Ґерретт і Біллі Кід» / (Pat Garrett & Billy The Kid) — Біллі Кід
- Blume in Love (1973)
- Bring Me the Head of Alfredo Garcia (1974)
- 1974 «Аліса тут більше не живе» — Девід
- The Sailor Who Fell from Grace with the Sea (1976)
- Vigilante Force (1976)
- A Star Is Born (1976)
- Semi-Tough (1977)
- Convoy (1978)
- Heaven's Gate (1980)
- Rollover (1981)
- Songwriter (1984)
- Flashpoint (1984)
- Trouble in Mind (1985)
- The Last Days of Frank and Jesse James (1986)
- Blood & Orchids (1986) (TV)
- Amerika (1987) (TV 7 night mini-series)
- What I've Learned About US Foreign Policy: The war against the Third World. Secrets of the C.I.A., Documentary (1987)
- Big Top Pee-wee (1988)
- The Tracker (1988) (TV)
- Millennium (1989)
- Welcome Home (1989)
- Sandino (1990)
- Night of the Cyclone (1990)
- Original Intent (1992)
- Miracle in the Wilderness (1992) (TV)
- Paper Hearts (1993)
- No Place to Hide (1993)
- Knights (1993)
- Pharaoh's Army (1995)
- Lone Star (1996)
- Blue Rodeo (1996) (TV)
- Message to Love: The Isle of Wight Festival (1997) (документальний)
- Fire Down Below (1997)
- Girls' Night (1998)
- Blade (1998)
- Dance with Me (1998)
- A Soldier's Daughter Never Cries (1998)
- The Land Before Time VI: The Secret of Saurus Rock (1998) (озвучення)
- Payback (1999)
- Molokai: The Story of Father Damien (1999)
- Limbo (1999)
- The Joyriders (1999)
- Outlaw Justice/The Long Kill (1999)
- Perfect Murder, Perfect Town (2000)
- Comanche (2000)
- The Ballad of Ramblin' Jack (2000) (документальний)
- Immaculate Funk (2000) (документальний)
- Planet of the Apes (2001)
- Стіни Челсі (2001)
- Wooly Boys (2001)
- John Ford Goes to War (2002) (документальний) (narrator)
- D-Tox (aka Eye See You) (2002)
- Blade II (2002)
- Easy Riders, Raging Bulls: How the Sex, Drugs and Rock 'N' Roll Generation Saved Hollywood (2003) (документальний)
- Where the Red Fern Grows (2003)
- Silver City (2004)
- Final Cut: The Making and Unmaking of 'Heaven's Gate' (2004) (документальний)
- Be Here to Love Me: A Film About Townes Van Zandt (2004) (документальний)
- Blade: Trinity (2004)
- Trudell (2005) (документальний)
- The Jacket (2005)
- The Life and Hard Times of Guy Terrifico (2005)
- The Wendell Baker Story (2005)
- Passion & Poetry: The Ballad of Sam Peckinpah (2005) (документальний)
- Dreamer: Inspired by a True Story (2005)
- GUN (2005) (відеогра, голос Неда)
- Disappearances (2006)
- Fast Food Nation (2006)
- Мене там немає (2007) (оповідач)
- He's Just Not That into You (2008)
- Powder Blue (2008)
- 2012 «Чорний дрізд» — Чет
- 2017 «Гікок» — Джордж Нокс